# أحمد بن أبي طيبة الدارمي
 أبو محمد أحمد بن عيسى بن سليمان بن دينار الدّارِمي الجُرْجَاني يعرف عمومًا بأحمد بن أبي طيبة الدارمي (؟ - 203 هـ/ 818 م) فقيه وقاضي مسلم ومحدّث جُرجاني من أهل القرن الثاني الهجري/الثامن الميلادي. ولد في جرجان ونشأ بها، أصل والده من جوزجان بخُراسان. عيّن أحمد بن عيسى قاضيًا في جرجان، ولاه المأمون العباسي. عندما قصد المأمون بمرو وسأله أن يعفيه عن قضاء جرجان فأعفاه على أن يتولى له قضاء غيرها واختار لنفسه قضاء قومس فولاه قضاءها فأقام بها حتى مات ودفن بها. حدث ابن أبي طيبة بأحاديث كثيرة في جرجان وبقومس وروى عن كثير. يعد عمومًا «صدوق حسن الحديث».

## سيرته
هو أبو محمد أحمد بن عيسى بن سليمان بن دينار الدارمي. ولد في جرجان في سنة غير معلومة. من أساتذته في رواية الحديث هم إبراهيم بن طهمان وربيع بن بدر بن عمرو بن جراد وأبو حنيفة النعمان وحبان بن علي وسفيان الثوري وسلام بن سليم الحنفي وعبد العزيز بن أبي رواد المكي والقعنبي وعبيد الله بن عمر العدوي وعقبة بن التوأم وعنبسة بن الأزهر الشيباني وعنبسة بن سعيد الأسدي ومالك بن أنس ومحمد بن عبد الرحمن بن أبي ليلى وورقاء بن عمر اليشكري ووقاء بن إياس الأسدي ووالده عيسى بن سليمان الدارمي وياسين بن معاذ الزيات وأبو يوسف القاضي وعمران بن عبيد الضبي والنعمان بن شبل الباهلي.
ومن تلاميذه الحسين بن عيسى الطائي ومحمد بن عيسى القرشي ومحمد بن عيسى الطباع وإبراهيم بن عبد الله السعدي وإبراهيم بن موسى بكرآباذي وعمار بن رجاء التغلبي وقطن بن إبراهيم القشيري ومحمد بن أحمد المروزي ومحمد بن بندار الإستراباذي ومحمد بن عبد الوهاب الفراء ومحمد بن عيسى الدامغاني و أحمد بن الحارث الجرجاني وأحمد بن يحيى السابري وعبد الرحمن بن الوليد الجرجاني ومحمد بن بندار السباك وجعفر بن أحمد الدامغاني وإبراهيم بن موسى الوزدولي ومحمد بن رجاء الخراساني وغيرهم كثير.
في علم الرجال، كتب عنه أبو حاتم الرازي أحاديث وعند كل من أبو يعلى الخليلي هو «ثقة وتفرد بأحاديث» وابن حجر العسقلاني «صدوق له أفراد» والذهبي «صالح الحديث» ويحيى بن معين «ثقة». قال عنه عبد الواسع بن عبد الرحمن بن محمد «حدث بأحاديث كثيرة أكثرها غرائب».
توفي في قومس سنة 203 هـ/ 818 م.